# Cyrtauchenius dayensis
Cyrtauchenius dayensis là một loài nhện trong họ Cyrtaucheniidae. Loài này phân bố ờ Algerije.